# 3. Landwehr-Division (Deutsches Kaiserreich)
Die 3. Landwehr-Division war ein Großverband der Preußischen Armee im Ersten Weltkrieg.

## Gliederung

### Kriegsgliederung bei Mobilmachung 1914
- 17. Landwehr-Infanterie-Brigade
  - Landwehr-Infanterie-Regiment Nr. 6
  - Landwehr-Infanterie-Regiment Nr. 7
- 18. Landwehr-Infanterie-Brigade
  - Landwehr-Infanterie-Regiment Nr. 37
  - Landwehr-Infanterie-Regiment Nr. 46
  - Landwehr-Kavallerie-Regiment Nr. 1
  - 1. Landsturm-Batterie/V. Armee-Korps
  - Ersatz-Kompanie/Pionier-Bataillon Nr. 5

### Kriegsgliederung vom 18. Oktober 1918
- 17. Landwehr-Infanterie-Brigade
  - Landwehr-Infanterie-Regiment Nr. 6
  - Landwehr-Infanterie-Regiment Nr. 7
  - Landwehr-Infanterie-Regiment Nr. 46
  - 3. Eskadron/Dragoner-Regiment „von Bredow“ (1. Schlesisches) Nr. 4
- Artillerie-Kommandeur Nr. 130
  - Landwehr-Feldartillerie-Regiment Nr. 3
- Pionier-Bataillon Nr. 418
- Divisions-Nachrichten-Kommandeur Nr. 503

## Gefechtskalender
Die Division wurde mit der Mobilmachung am 2. August 1914 an der Ostfront zusammengestellt und war hier bis September 1918 im Einsatz. Dann wurde sie in den letzten Kriegsmonaten an die Westfront verlegt. Nach dem Waffenstillstand kehrte der Verband in die Heimat zurück, wo er demobilisiert und im Januar 1919 schließlich aufgelöst wurde.

### 1914
- 24. August – Gefecht bei Nowe-Miasto
- 27. August – Gefecht bei Gielniow
- 29. August – Gefecht bei Nowo-Radomsk
- 4. September – Gefecht bei Lipa-Niklas
- 5. September – Gefecht bei Ciszyca-Gorna
- 7. bis 9. September – Schlacht bei Tarnawka
- 17. bis 18. September – Gefecht bei Wola-Ranizowska
- 4. bis 5. Oktober – Gefechte bei Opatow und Radom
- 9. bis 20. Oktober – Schlacht bei Iwangorod
- 21. bis 24. Oktober – Kämpfe an der Pilica
- 22. bis 28. Oktober – Kämpfe an der Rawka
- 5. November bis 15. Dezember – Kämpfe bei Czenstochau
- 18. Dezember – Gefecht bei Krasocin
- ab 19. Dezember – Kämpfe an der Lososina und Czarna

### 1915
- bis 12. Mai – Kämpfe an der Lososina und Czarna
- 13. Mai – Gefecht bei Tumlin und Kuzniaki
- 14. Mai – Gefecht bei Suchedniow
- 16. Mai – Gefecht bei Mirzec und Wierzbica
- 17. Mai – Gefecht bei Osiny
- 18. Mai bis 16. Juli – Stellungskämpfe bei Ilza
- 17. Juli – Durchbruchsschlacht bei Sienno
- 18. bis 19. Juli – Kämpfe an der Ilzanka
- 20. bis 21. Juli – Durchbruch der Vorstellung von Iwangorod östlich Zwolen
- 22. bis 28. Juli – Erkundungsgefechte an der Weichsel
- 29. Juli – Weichselübergang
- 30. Juli bis 7. August – Kämpfe auf dem Ostufer der Weichsel um Maziejowice
- 8. bis 18. August – Verfolgungskämpfe zwischen Weichsel und Bug
- 19. bis 24. August – Schlacht an der Pulwa-Nurzec
- 25. bis 31. August – Verfolgungskämpfe an der Bialowieska-Puszcza
- 1. bis 12. September – Kämpfe an der Jasiolda und an der Zelwianka
- 13. bis 18. September – Schlacht bei Slonim
- 19. bis 24. September – Kämpfe an der oberen Schtschara-Serwetsch
- ab 25. September – Stellungskämpfe an der oberen Schtschara-Serwetsch

### 1916
- Stellungskämpfe an der oberen Schtschara-Serwetsch
- 3. bis 29. Juli – Schlacht von Baranowitschi

### 1917
- bis 14. Dezember – Stellungskämpfe an der oberen Schtschara-Serwetsch
- 15. bis 17. Dezember – Waffenruhe
- ab 17. Dezember – Waffenstillstand

### 1918
- bis 18. Februar – Waffenstillstand
- 18. Februar bis 21. März – Kämpfe zur Unterstützung der Ukraine
- 22. März bis 21. September – Okkupation großrussischen Gebietes
- 27. bis 30. September – Kämpfe an der Siegfriedfront
- 1. bis 17. Oktober – Abwehrschlacht in Flandern
- 18. bis 24. Oktober – Nachhutkämpfe zwischen Yser und Lys
- 25. Oktober bis 1. November – Schlacht an der Lys
- 2. bis 4. November – Nachhutkämpfe beiderseits der Schelde
- 5. bis 11. November – Rückzugskämpfe vor der Antwerpen-Maas-Stellung
- ab 12. November – Räumung des besetzten Gebietes und Marsch in die Heimat

## Kommandeure
| Dienstgrad      | Name                           | Datum                                  |
| --------------- | ------------------------------ | -------------------------------------- |
| Generalleutnant | Götz von König                 | 14. August bis 16. Dezember 1914       |
| Generalleutnant | Hermann Rieß von Scheurnschloß | 17. Dezember 1914 bis 27. April 1915   |
| Generalleutnant | Otto Chelius                   | 28. April bis 11. Mai 1915             |
| Generalmajor    | Gustav von Arnim               | 12. Mai bis 17. August 1915            |
| Generalmajor    | Wilhelm von Woyna              | 18. August 1915 bis 18. Juni 1916      |
| Generalleutnant | Franz Adams                    | 19. Juni 1916 bis 17. Mai 1917         |
| Generalleutnant | Alfred von Besser              | 18. Mai 1917 bis 22. September 1918    |
| Generalmajor    | Franz Hermann Zierold          | 23. September 1918 bis 12. Januar 1919 |